# ۲۹ ربیع‌الثانی
۲۹ ربیع‌الثانی، بیست و نهمین روز از ماه ربیع‌الثانی در تقویم هجری قمری است.
در تقویم هجری قمری قراردادی این روز صد و هجدهمین روز سال است.